# Hainröder Bach (Südharz)
Der  Hainröder Bach  (auch  Ankenbach ) ist ein etwa 1 km langer Karst-Bach im Südharzer Zechsteingürtel. Er liegt nahe dem Südharzer Ortsteil Hainrode im sachsen-anhaltischen Landkreis Mansfeld-Südharz im Naturschutzgebiet Gipskarstlandschaft Questenberg, wo er im Gipsuntergrund verschwindet. Er fließt unterirdisch der Leine zu.

## Geographische Lage

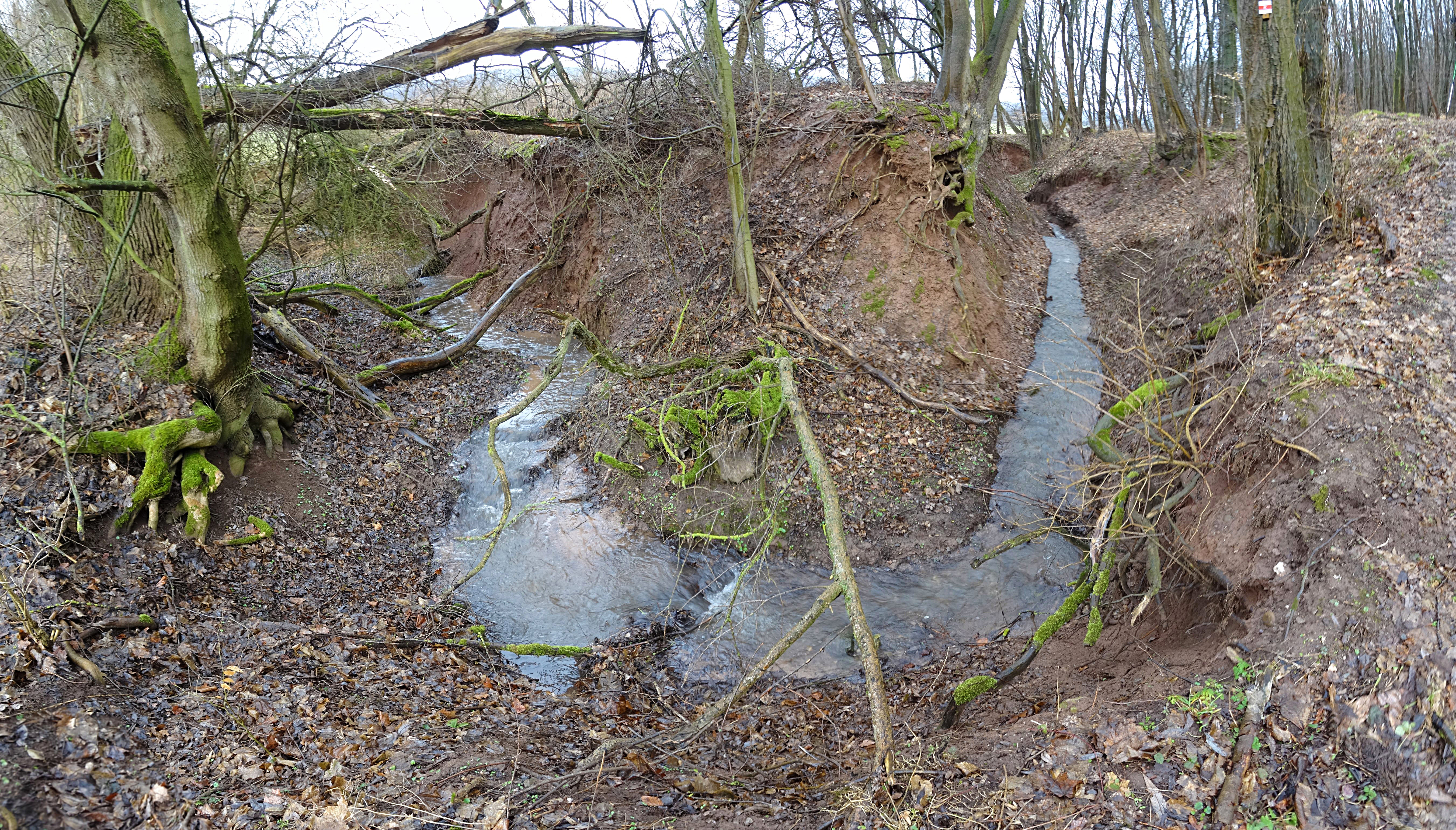
Graben des Hainröder Baches am Ankenberg

Nördlich von Hainrode (Südharz) am Osthang des Hohen Kopf (457 m) entspringen der Reesenbach (auch Riesengraben) und der Ellerbach. Durch deren Zusammenfluss in Hainrode entsteht der Hainröder Bach und fließt zunächst nach Südosten. Etwa 800 m hinter Hainrode knickt er am Ankenberg nach Osten ab. Nach weiteren 300 m verschwindet das kleine Harzbächlein im verkarsteten Untergrund des Sangerhäuser Anhydrits am Nordhang des Ankenberges in einer Wandschwinde mit vorgelagerter Bruchhalde und setzt seinen Weg unterirdisch zur Leine (Helme) fort.

## Ankenbergschwinde

Alte Ankenbergschwinde Panorama

Neue Ankenbergschwinde und Überlauf nach rechts zur alten Ankenbergschwinde

Bei einem starken Gewitter im Jahre 1830 brachte der Hainröder Bach soviel Wasser und Material mit sich, dass die alten Bachschwinden im Becken zwischen Eichenberg und Ankenberg verschüttet wurden und das Wasser nicht mehr abfließen konnte. Daraufhin gruben die Einwohner, denen die umgebenden Ländereien gehörten, einen Graben zur nächsten benachbarten Doline am Ankenberg und ließen das Wasser dahinein fließen. Im Verlaufe weniger Jahre vergrößerte sich diese Stelle durch Auslaugung derart, dass die Ankenbergschwinde, eine Bachschwinde von der Größe der Dinsterbachschwinde, entstand. Die hinter der Bruchhalde liegende Ankenberghöhle war einige Zeit (2007) bei Trockenheit zugänglich.
Die Schwinde steht seit 1989 unter Naturschutz.